# جائزة نيوزيلندا الكبرى 1964
جائزة نيوزيلندا الكبرى 1964 هو سباق فورمولا 1 أقيم بتاريخ 11 يناير 1964 في نيوزيلندا. حلّ النيوزلندي بروس ماكلارين أولا بينما جاء النيوزلندي ديني هولم في المركز الثاني.